# 薩爾弗斯普林斯 (阿肯色州范布倫縣)
薩爾弗斯普林斯（英語：Sulphur Springs）是位於美國阿肯色州范布倫縣的一個非建制地區。該地的面積和人口皆未知。

## 地理
薩爾弗斯普林斯的座標為35°29′30″N 92°17′49″W / 35.49167°N 92.29694°W，而該地的平均海拔高度為224米（即735英尺）。